# Бузок (фільм, 2017)
«Бузок» — український короткометражний художній фільм режисерки Катерини Горностай.
Українська прем'єра відбулася 21 липня 2017 року на 8-му Одеському міжнародному кінофестивалі, де фільм отримав дві нагороди.

## Опис
Початок травня. У Києві зацвів бузок. Дощить. На лаві біля будинку сидить одна з героїнь фільму Ірина, вона виймає з рюкзака яблуко та з'їдає його від початку і до кінця. Дівчина переживає непростий період свого життя. Напередодні вечірки, яка стала основною сценою фільму, вона відвідала лікаря, яка запідозрила у неї серйозний діагноз. Проте Ірина не наважується поділитися з подругами своєю проблемою.
П'ятеро подруг зустрічаються на новосіллі однієї з них. Перед цим була досить тривала розлука. П'ють вино, яке купили по дорозі у супермаркеті. На зустріч приносять букет бузку, квітів, що стають наскрізним символом фільму, символом неминучості, як зазначено в одній з рецензій. Ці квіти зачаровують своїм ароматом і красою. Але цвітуть вони зовсім недовго. Як недовго триває і молодість героїнь стрічки. І таким же коротким може стати життя. Загадуючи бажання, дівчата шукають серед квітів бузку п'ятилисник (вічний символ здійснених надій та бажань), який треба з'їсти, щоб це бажання здійснилося. Символічним є число п'ять: п'ять пелюсток, п'ятеро подруг, бузковий колір волосся однієї з героїнь. Однією з найліричніших сцен фільму є сцена сновидіння Ірини, де вона разом із її подругами опиняється в бузковому саду, в якому проводить незабутні миті свого життя. Символічною є і сцена приміряння одягу одна одної, в якій можна побачити спробу відчути себе іншою, можливо — таким чином краще зрозуміти.
Подруги дуже різні, але їх об'єднує щира дружба і спільні цінності, навколо яких точиться бесіда. Серед розмов про переїзд, про інші країни, про хлопців, про інтимне життя, про страхи та дружбу звучать не лише жарти, а й розповіді про дуже відверті особисті речі. Треба бути сміливим, аби зустрітися віч-на-віч із власними страхами, ще сміливішим, щоб розповісти про них близьким людям. В одому з епізодів фільму, одна з героїнь розповідає, що після відрядження покохала іншого чоловіка, не дивлячись на те, що в неї є наречений, з яким вона п'ять років зустрічається і живе ідеальним життям. Почувши цю новину, подруги дуже засмучуються, навіть обурюються, адже для них ця пара була взірцем справжнього безсмертного кохання, а тут цей ідеал раптом руйнується.

## Робота над фільмом
У фільмі знімалися як аматори, так і професійні актори. Вікторія Миронюк знімалася в попередній роботі Катерини Горностай «Віддалік», за який отримала приз за Найкращу акторську роботу Національної конкурсної програми 6-го Одеського міжнародного кінофестивалю. Катерина Молчанова відома головними ролями у фільмах «Моя русалка, моя Лореляй», «Моя бабуся Фані Каплан», «Рівень чорного» та інших.
Особливістю фільму є відсутність прописаних діалогів, як це є у традиційних сценаріях фільмів. Героїні імпровізують, переживаючи розповіді як історії власного життя. Режисер фільму Катерина Горностай відобразила у картині власний життєвий досвід спілкування з подругами.
 «Такий підхід мені зараз дуже подобається: ми багато готуємося і говоримо, створюємо певні умови, місце, розробляємо канву сюжету, запрошуємо людей, що цікаві нам як люди, а не як актори, котрі гратимуть якісь нам потрібні ролі. А на майданчику все розвивається своїм шляхом — мені не хочеться давати вказівки, втручатися у процес — мені хочеться, аби виникало щось живе там, де його не було». — говорить Катерина Горностай у своєму інтерв'ю. 

## У ролях
- Ірина Василенко — Іра
- Аліна Сугоняко — Аліна
- Катерина Молчанова — Катя
- Ліна Романуха — Ліна
- Вікторія Миронюк — Віка
- Віра Бабіч — лікар

## Знімальна група
- Автор сценарію — Катерина Горностай
- Режисер — Катерина Горностай
- Оператор — Олександр Рощин
- Продюсери — Вікторія Хоменко та Юрій Мінзянов
- Художник-постановник — Дмитро Красний
- Звукорежисер — Катерина Герасимчук
- Монтаж — Нікон Романченко та Катерина Горностай
- Фокус-пуллер — Олександр Коротун
- Бум-оператори — Олександр Тур та Олександр Верховинець
- Художник з гриму — Марія Пілунська

## Визнання
| Список нагород та номінацій                                  | Список нагород та номінацій | Список нагород та номінацій                                  | Список нагород та номінацій | Список нагород та номінацій | Список нагород та номінацій |
| Кінопремія                                                   | Дата церемонії              | Категорія                                                    | Номінант(и)                 | Результат                   | Дж                          |
| ------------------------------------------------------------ | --------------------------- | ------------------------------------------------------------ | --------------------------- | --------------------------- | --------------------------- |
| 8-й Одеський міжнародний кінофестиваль                       | 22.07.2017                  | Спеціальний диплом журі фестивалю                            | Бузок                       | Перемога                    | [ 5 ]                       |
| 8-й Одеський міжнародний кінофестиваль                       | 22.07.2017                  | Приз ФІПРЕССІ — Найкращий український короткометражний фільм | Бузок                       | Перемога                    | [ 5 ]                       |
| Національна кінопремія «Золота дзиґа»                        | 20.04.2018                  | Найкращий ігровий короткометражний фільм                     | Бузок                       | Номінація                   | [ 6 ]                       |
| 7-й Київський міжнародний фестиваль короткометражних фільмів | 29.04.2018                  | Спеціальна відзнака Українського конкурсу                    | Бузок                       | Перемога                    | [ 7 ]                       |